# Morillon (Alta Savoia)
Morillon és un municipi francès situat al departament de l'Alta Savoia i a la regió d'Alvèrnia-Roine-Alps. L'any 2007 tenia 538 habitants.

## Demografia

### Població
El 2007 la població de fet de Morillon era de 538 persones. Hi havia 214 famílies de les quals 68 eren unipersonals (24 homes vivint sols i 44 dones vivint soles), 59 parelles sense fills, 71 parelles amb fills i 16 famílies monoparentals amb fills.
La població ha evolucionat segons el següent gràfic:
Habitants censats

### Habitatges
El 2007 hi havia 2.126 habitatges, 223 eren l'habitatge principal de la família, 1.882 eren segones residències i 21 estaven desocupats. 341 eren cases i 1.780 eren apartaments. Dels 223 habitatges principals, 151 estaven ocupats pels seus propietaris, 59 estaven llogats i ocupats pels llogaters i 14 estaven cedits a títol gratuït; 13 tenien una cambra, 31 en tenien dues, 41 en tenien tres, 58 en tenien quatre i 81 en tenien cinc o més. 190 habitatges disposaven pel capbaix d'una plaça de pàrquing. A 97 habitatges hi havia un automòbil i a 106 n'hi havia dos o més.

### Piràmide de població
La piràmide de població per edats i sexe el 2009 era:
| Homes | Edats   | Dones |
| ----- | ------- | ----- |
| 0     | 95 o +  | 4     |
| 0     | 90 a 94 | 0     |
| 4     | 85 a 89 | 8     |
| 0     | 80 a 84 | 0     |
| 8     | 75 a 79 | 4     |
| 12    | 70 a 74 | 16    |
| 8     | 65 a 69 | 20    |
| 12    | 60 a 64 | 12    |
| 20    | 55 a 59 | 16    |
| 12    | 50 a 54 | 8     |
| 16    | 45 a 49 | 8     |
| 16    | 40 a 44 | 12    |
| 44    | 35 a 39 | 32    |
| 28    | 30 a 34 | 20    |
| 16    | 25 a 29 | 4     |
| 0     | 20 a 24 | 4     |
| 0     | 15 a 19 | 20    |
| 20    | 10 a 14 | 16    |
| 16    | 5 a 9   | 36    |
| 16    | 0 a 4   | 4     |

## Economia
El 2007 la població en edat de treballar era de 352 persones, 291 eren actives i 61 eren inactives. De les 291 persones actives 280 estaven ocupades (153 homes i 127 dones) i 11 estaven aturades (7 homes i 4 dones). De les 61 persones inactives 26 estaven jubilades, 22 estaven estudiant i 13 estaven classificades com a «altres inactius».

### Ingressos
El 2009 a Morillon hi havia 287 unitats fiscals que integraven 647 persones, la mediana anual d'ingressos fiscals per persona era de 18.829 €.

### Activitats econòmiques
Dels 157 establiments que hi havia el 2007, 2 eren d'empreses alimentàries, 1 d'una empresa de fabricació de material elèctric, 3 d'empreses de fabricació d'altres productes industrials, 5 d'empreses de construcció, 20 d'empreses de comerç i reparació d'automòbils, 3 d'empreses de transport, 31 d'empreses d'hostatgeria i restauració, 2 d'empreses d'informació i comunicació, 2 d'empreses financeres, 14 d'empreses immobiliàries, 14 d'empreses de serveis, 50 d'entitats de l'administració pública i 10 d'empreses classificades com a «altres activitats de serveis».
Dels 25 establiments de servei als particulars que hi havia el 2009, 1 era un taller de reparació d'automòbils i de material agrícola, 3 fusteries, 2 lampisteries, 1 perruqueria, 13 restaurants, 4 agències immobiliàries i 1 tintoreria.
Dels 15 establiments comercials que hi havia el 2009, 1 era una gran superfície de material de bricolatge, 3 botiges de menys de 120 m², 2 fleques, 1 una fleca, 1 una peixateria, 1 una botiga d'electrodomèstics, 5 botigues de material esportiu i 1 una botiga de material de revestiment de parets i terra.
L'any 2000 a Morillon hi havia 6 explotacions agrícoles.

## Equipaments sanitaris i escolars
L'únic equipament sanitari que hi havia el 2009 era una farmàcia.
El 2009 hi havia una escola maternal.

## Poblacions més properes
El següent diagrama mostra les poblacions més properes.